# Стуков, Анатолий Борисович
Анатолий Борисович Стуков (26 ноября 1927, Пермь — 13 декабря 2009, Москва) — советский художник, книжный оформитель. Заслуженный работник культуры РСФСР 1975 г.

## Биография
В 1959 г. окончил Московский полиграфический институт по специальности «художник-график по оформлению печатной продукции». С 1961 по 1976 был главным художником журнала «Смена», член редколлегии. В 1969 году получил почетную грамоту Президиума Верховного Совета РСФСР

Умный, легкий, веселый и «весело злой» человек, создавший образ журнала, который в 70—80-е годы был едва ли не самым читаемым у всех возрастов — от юного комсомольца до пожилого «несоюзного» пенсионера.— Сергей Абрамов
С 1976 по 1978 год — главный художник журнала «Советский экран».
С 1978 главный художник издательства «Физкультура и спорт».
С 1981 по 1986 год — редакция журнала «Спорт в СССР». В 1980 получил медаль «за трудовое отличие».
В 1986—1988 годы был главным художником и членом редколлегии журнала «Огонек». В 1989 году А. Б. Стуков вернулся в издательство «Физкультура и спорт» и по 1992-й занимал должность заведующего отделом художественного редактирования.
С 1995 по 2004 — главный художник газеты «Семья»
Умер в 2009 году.

## Воспоминания современников
Некролог А. Б. Стукову в журнале «Смена» (за подписью «Сменовцы» 60-х и 70-х):

«Он был талантливым мастером своего дела <…> только Толя знал, как разложить по полосам тексты, фотографии и, кстати, рисунки — художники в журнале работали отменные. Казалось бы, он ничего особого и не делал: в его кабинете постоянно толпились коллеги, хвалились журналистскими подвигами где-нибудь на Чукотке, <…> травились анекдоты, и Толя принимал во всем этом живое участие, лишь иногда на минутку-другую отвлекаясь на макет текущего номера… И номер выходил, и был он сделан безукоризненно. Он умел быт везде и всюду — сразу, он все успевал, он знал беды и радости каждого из нас…»
Так вспоминает А. Б. Стукова фотограф Геннадий Михеев:

Мудрый художник Анатолий Борисович Стуков (он служил начальником отделов иллюстраций в ряде центральных СМИ) именовал нас, фотографов «маэстро». Это как-то приподнимало нас с наших же глазах. Он великий человек, понимающий, что «фотографа обидеть может каждый», а потому, яко детям говорил утешающие слова.— Геннадий Михеев

## Работы
Выступал в качестве главного художника во многих изданиях. В том числе:
- Спасский О. Д., Стуков А. Б. — Хоккей / Hockey (Югославия, г. Белград: Изд-во «Физкультура и спорт», 1986. Тираж 50000 экз.)
- Москва '80. Игры XXII Олимпиады. (М.: Изд-во «Физкультура и спорт», 1980. Тираж 50000 экз.)
- Олимпийсий сувенир. Альбом. (М.: Изд-во «Физкультура и спорт», 1980.)
- Лавут П. И. Маяковский едет по союзу (М.: «Сов. Россия», 1978. Тираж 50000 экз.)
- Злобин А. П. Байкальсий меридиан (М.: «Сов. Россия», 1959. Тираж 25000 экз.)
- Щедров И. М., Стуков А. Б., Зельма З. М., Рогов В. Н. Борющийся Вьетнам.(М.: «Издательство Агентства печати Новости»1965. Тираж 100000 экз.)